# Al Hopkins
Albert Green „Al“ Hopkins (* 5. Juni 1889 im Watauga County, North Carolina; † 21. Oktober 1932 in Winchester, Virginia) war ein US-amerikanischer Old-Time-Musiker, der die Hill Billies und die Buckle Busters leitete. Hopkins soll dem Produzenten Ralph Peer außerdem den Begriff „Hillbilly“ nahegebracht haben.

## Leben

### Kindheit und Jugend
Al Hopkins wurde im Watauga County geboren. Im Gegensatz zu vielen anderen Old-Time-Musikern stammte Hopkins aus einer wohlhabenderen Familie, da sein Vater John Benjamin Hopkins zeitweise in der North Carolina General Assembly arbeitete. Er spielte Fiddle, Klavier sowie Orgel und hatte ein weitreichendes Repertoire an traditionellen Fiddle-Stücken. Hopkins‘ Mutter Celia Isabel Green Hopkins sang vornehmlich Balladen und Kirchenmusik und auch Hopkins‘ Geschwister waren musikalisch begabt. 1904 zog die Familie nach Washington, D.C., wo Hopkins‘ Vater beim United States Census Bureau arbeitete. In dieser Zeit wurde Hopkins auch stark von populärer Musik geprägt.

### Frühe Karriere
Bereits 1910 entschied Hopkins sich für den Beruf eines professionellen Musikers und gründete mit seinen Brüdern Joe, Elmer und John das Mohawk Quartet, das regelmäßig im Majestic Theater in Washington zu sehen war. Um 1912 eröffnete Hopkins‘ ältester Bruder Jacob eine Arztpraxis in Galax, Virginia, in der Hopkins neben anderen Banjo-Spielern des Öfteren zur Unterhaltung der Patienten auftrat.
Im Frühjahr 1924 gründete Hopkins zusammen mit Bruder Joe und dem Fiddler Alonzo Elvis „Tony“ Alderman, einem lokalen Friseur, eine neue Band, der kurz danach der Banjo-Spieler John Rector anschloss. Die Band reiste nach New York City, um Plattenaufnahmen zu machen, doch die Session war ein Desaster für Band und Label, da die Technik noch nicht ausgereift war. Im selben Jahr starb Hopkins‘ Bruder Jacob.

### Aufstieg mit den Buckle Busters und den Hillbillies
Am 15. Januar 1925 machten Hopkins und seine Band dann ihre ersten richtigen Aufnahmen für OKeh Records in New York. Insgesamt wurden sechs Titel eingespielt, doch da die Gruppe immer noch keinen Namen hatte, der Produzent Ralph Peer aber einen suchte, antwortete Hopkins: „We’re nothing but a bunch of hillbillies from North Carolina and Virginia. Call us anything.“ Peer gefiel der Ausdruck und taufte die Band The Hill Billies, obwohl keiner der Musiker dem Stereotyp eines „Hillbillies“ (deutsch: „Landei“) entsprach und einige der Musiker später unzufrieden mit dem Namen waren. Doch Ernest Stoneman, ebenfalls Musiker und Schallplattenkünstler, motivierte Hopkins und die Hillbillies, den Namen zu behalten: „Well, boys, you have come up with a good one. Nobody could beat it.“
Damit Begann der Aufstieg von Hopkins und den Hillbillies. Es folgten Auftritte im ganzen Ostern der USA auf Fiddler’s Conventions, politischen Veranstaltungen, Vaudevilles und anderen lokalen Veranstaltungen. Man zog von Galax nach Washington, wo die Hillbillies schnell regulär auf dem Sender WRC spielten, spielten sogar für US-Präsident Calvin Coolidge und waren die erste Old-Time-Gruppe, die in einem Film zu sehen war. 1926 wechselte die Band zu den Labels Brunswick Records/Vocalion Records, bei denen sie für Brunswick unter dem Namen Al Hopkins and his Buckle Busters und für Vocalion als The Hill Billies Platten einspielten. Die Besetzung variierte, schloss aber immer Al Hopkins (Gesang/Klavier),  Charlie Bowman (Fiddle), Joe Hopkins (Gitarre), Tony Alderman (Fiddle) und John Hopkins (Ukulele) ein.
Das Repertoire von Hopkins und seiner Band bestand vornehmlich aus traditionellen Old-Time-Stücken wie East Tennessee Blues, Cluck Old Hen, Cumberland Gap, Going Down the Road Feeling Bad oder Whoa Mule.  Der Name „Hillbilly“ wurde durch die Popularität Hopkins‘ nun nicht nur mit der Band, sondern durch Vermarktung der Labels, vor allem durch Ralph Peer, für eine ganze Musikrichtung in Verbindung gebracht.
Hopkins‘ letzte Session fand am 21. Dezember 1928 in New York statt. Es wurden mit Tony Alderman, Ed Belcher (Fiddle), Frank Wilson (Steel Guitar), Walter Hughes (Gitarre) und John Hopkins (Gitarre) die Songs Polka Medley, Marsovia Waltz, Wild Hoss und Medley of Old Time Dance Tunes für Brunswick und Vocalion eingespielt. Unter angepassten Namen wurden Medley of Old Time Dance Tunes / Marsovia Waltz auch in Mexiko veröffentlicht. Ab 1929 traten Hopkins und seine Band unter dem Namen Al Hopkins‘ Original Hillbillies auf. Die Gruppe bestand bis 1932 weiter, als Al Hopkins bei einem Autounfall ums Leben kam.

## Diskografie

### Singles
Einige Titel wurden simultan bei Brunswick und Vocalion unter beiden Namen veröffentlicht. Vereinzelt fanden sich auch Brunswick-Aufnahmen bei Supertone Records.

#### The Hill Billies
| Jahr                    | Titel                                                         | #            | Anmerkungen                     |
| ----------------------- | ------------------------------------------------------------- | ------------ | ------------------------------- |
| OKeh Records            |                                                               |              |                                 |
| 1925                    | Silly Bill / Old Time Cinda                                   | 40294        |                                 |
|                         | Cripple Creek / Sally Ann                                     | 40336        |                                 |
|                         | Old Joe Clark / Whoa! Mule                                    | 40376        |                                 |
| Vocalion Records        |                                                               |              |                                 |
| 1926                    | Governor Alf Taylor’s Fox Chase / East Tennessee Blues        | 5016 /       |                                 |
| 1926                    | Fisher’s Hornpipe / Blue Eyed Girl                            | 5017         |                                 |
| 1926                    | Betsy Brown / Kitty Wells                                     | 5018         |                                 |
| 1926                    | Kitty Waltz / Sally Ann                                       | 5019         |                                 |
| 1926                    | Cacklin’ Ann / Donkey an a Railroad Track                     | 5020         |                                 |
| 1926                    | Texas Gals / Going Down the Road Feeling Bad                  | 5021         |                                 |
| 1926                    | Sourwood Mountain / Ragged Annie                              | 5022         |                                 |
| 1926                    | Round Town Gals / Buck-Eyed Rabbits                           | 5023         |                                 |
| 1926                    | Cumberland Gap / Walking in the Parlor                        | 5024         |                                 |
| 1926                    | Bristol Tennessee Blues / Cinda                               | 5025         |                                 |
| 1926                    | Mountaineer Love Song / Cripple Creek                         | 5115 / 15367 |                                 |
| 1926                    | Mississippi Sawyer / Long-Eyed Mule                           | 5116 / 15368 |                                 |
|                         | Old Joe Clark / Silly Bill                                    | 5117 / 15369 |                                 |
|                         | The Hickman Rag / Possum Up a Gum Stump, Cooney in the Hollow | 5118 / 15377 |                                 |
| 1927                    | Hear Dem Bells /?                                             | 5173         | B-Seite von den Kanawha Singers |
| 1927                    | Sweet Bunch of Daisies / Daisies Won’t Tell                   | 5178         |                                 |
| 1927                    | Cluck Old Hen / Black-Eyed Susie                              | 5179         |                                 |
| 1927                    | Georgia Buck / Baby, Your Time Ain’t Long                     | 5182         |                                 |
| 1927                    | Oh, Where Is My Little Dog Gone? / Wasn’t She A Dandy         | 5183         |                                 |
| 1927                    | Darling Nellie Gray / Sleep Baby Sleep                        | 5186         |                                 |
| 1927                    | She’ll Be Coming ’Round the Mountain /?                       | 5240         | B-Seite von Warren Caplinger    |
|                         | De Todas Un Poco / Marsovia                                   | 8525         | als Los Alegres (Mexiko)        |
| Unveröffentlichte Titel |                                                               |              |                                 |
| 1926                    | - Goin’ Down the Road - Going to the Wedding Sally Ann        | Vocalion     |                                 |

#### Al Hopkins and his Buckle Busters
| Jahr                    | Titel                                                 | #                  | Anmerkungen                     |
| ----------------------- | ----------------------------------------------------- | ------------------ | ------------------------------- |
| Brunswick Records       |                                                       |                    |                                 |
| 1927                    | East Tennessee Blues / Round Town Girls               | 103                |                                 |
| 1927                    | Bristol Tennessee Blues / Buck-Eyed Rabbits           | 104                |                                 |
| 1927                    | Cinda / Sally Ann                                     | 105                |                                 |
| 1927                    | Kitty Waltz / Governor Alf Taylor’s Fox Chase         | 106                |                                 |
| 1927                    | Cluck Old Hen / Black-Eyed Susie                      | 175                |                                 |
| 1927                    | When You Were Sweet Sixteen / Down The Meadow Lane    | 176                |                                 |
| 1927                    | C.C. & O. Number 558 / Nine Pound Hammer              | 177                |                                 |
| 1927                    | Whoa, Mule / Johnson Boys                             | 179                |                                 |
| 1927                    | Blue Ridge Mountain Blues / Echoes of the Chimes      | 180                |                                 |
| 1927                    | She’ll Be Coming 'Round The Mountain / Hear Dem Bells | 181                |                                 |
| 1927                    | Boatin' Up Sandy / Bug in the Taters                  | 182                |                                 |
| 1927                    | Baby Your Time Ain’t Long / Georgia Buck              | 183                |                                 |
| 1927                    | Down to the Club / Feller That Looked Like Me         | 184                |                                 |
| 1927                    | Darling Nellie Gray / Sleep Baby Sleep                | 185                |                                 |
| 1927                    | Roll On the Ground / Ride That Mule                   | 186                |                                 |
| 1927                    | Wasn’t She a Dandy? / Where Has My Little Dog Gone    | 187                |                                 |
| 1927                    | ? / Hear Dem Bells                                    | 189                | A-Seite von den Kanawha Singers |
| 1928                    | Gideon’s Band / Old Dan Tucker                        | 295                |                                 |
| 1928                    | Blue Bell / Old Uncle Ned                             | 300                |                                 |
| 1928                    | Carolina Moonshiner / West Virginia Gals              | 318                |                                 |
| 1928                    | Polka Medley / Marsovia Waltz                         | 321                |                                 |
| 1928                    | Medley of Old-Time Dance Tunes / Wild Hoss            | 335                |                                 |
| Unveröffentlichte Titel |                                                       |                    |                                 |
| 1926                    | - Daisies Won’t Tell (alt. Version)                   | Brunswick/Vocalion |                                 |
| 1927                    | - Lynchburg Town - Oh Didn’t He Ramble                | Brunswick          |                                 |

### Alben
- 1999: Al Hopkins, Volume 1: 1925–1926 (Document)
- 2000: Al Hopkins, Volume 2: 1926–1927 (Document)
- 2000: Al Hopkins, Volume 3: 1927–1928 (Document)